# Gauss' tyngdelov
 For alternative betydninger, se Gauss' lov (flertydig). (Se også artikler, som begynder med Gauss' lov)
Gauss' tyngdelov er en fysisk identisk omformulering af Newtons tyngdelov. Gauss' lov lyder:
{\displaystyle \nabla \cdot {\vec {g}}=-4\pi G\rho ,}
hvor
- {\displaystyle \nabla } er nabla-operatoren, som her bruges til at finde divergensen.
- {\displaystyle {\vec {g}}} er tyngdeaccelerationen i hvert punkt i rummet, dvs. tyngdefeltet.
- {\displaystyle G} er den universelle gravitationskonstant, som er en proportionalitetskonstant.
- og {\displaystyle \rho } er massedensiteten, som giver anledning til tyngdefeltet.

Det ses, at punktmassen i Newtons lov altså er blevet erstattet med en massefordeling. Dette er praktisk til problemer, hvor masserne ikke kan betragtes som punkter.
Det ses desuden, at Gauss' tyngdelov har samme form som Gauss' lov for det elektriske felt.
| Fysik | Spire Denne artikel om fysik er en spire som bør udbygges. Du er velkommen til at hjælpe Wikipedia ved at udvide den. |